# Вартан, Сильви
Сильви Вартан (фр. Sylvie Vartan; род. 15 августа 1944 года, Искрец) — французская певица и киноактриса.

## Биография
Сильви Жорж Вартан родилась 15 августа 1944 года в городе Искрец, Болгария. Её отец, Жорж Вартан, (арм. Вартанян, 1912—1970) служил атташе при французском посольстве. Он имел армяно-французские корни по отцу, а его мать, Славка, была болгаркой. Мать Сильви, Илона Майер (Ilona Mayer, 1914—2007) — дочь известного архитектора Рудольфа Майера, была венгерско-еврейского происхождения.
В возрасте 8 лет Сильви вместе с родителями и братом Эдди переехала из Болгарии во Францию.
Сильви, не владея в совершенстве французским, поступила в лицей имени Виктора Гюго, а затем в лицей Элен Буше (фр.).
Весной 1965 года Сильви Вартан вышла замуж за рок-звезду Жана-Филиппа Смета, известного как Джонни Холлидей. В 1966 году у них родился сын Давид-Мишель Бенжамен (известный как Давид Холлидей (фр.)).
Первый дуэт с Джонни Холлидеем «J’ai un problème» был записан в 1973 году на разных языках и очень скоро получил статус «золотого». В ноябре 1980 года Сильви и Джонни развелись. В 1984 году Сильви вновь вышла замуж за американского продюсера Тони Скотти. Они удочерили болгарскую девочку Дарину.
Наиболее известная песня Сильви Вартан — «Nicolas», впервые исполненная в 1979 году.
В настоящее время Сильви продолжает записывать пластинки, в том числе с песнями для детей, гастролировать и сниматься в кино. Живёт в Лос-Анджелесе.
Брат Сильви — музыкант Эдди Вартан. Племянник — актёр Майкл Вартан.

## Награды
- Кавалер ордена Искусств и литературы (1985)
- Кавалер Национального ордена за Заслуги (1987)
- Кавалер ордена Почётного легиона (1998)
- Офицер Национального ордена за Заслуги (05.10.2006)[3]
- Офицер ордена Почётного легиона (2010)
- Командор ордена Искусств и литературы (14.12.2011)[4]

### Иностранные
- орден «Мадарский всадник» 1-й степени (10.12.1996, указ № 407, Болгария)[5]
- орден «Стара планина» 2-й степени (07.12.2004, указ № 360, Болгария)
- цепь ордена «Святые Кирилл и Мефодий» (12.10.2011, указ № 213, Болгария)

### на французском языке
- Cazalot, Christian et Cazalot, Eric, Sylvie Vartan — Le tourbillon d'une vie, XO, 2021, 414 pages, ill., ISBN 978-2-3744-8348-1
- Douin, Jean-Luc, Le Cinéma français, Martiniere BL, 2014, 360 pages, ISBN 978-2-7324-5132-9
- Quinonero, Frédéric, Sylvie Vartan Les chemins de sa vie, Mareuil, 2024, 271 pages, ill.,  ISBN 978-2-3725-4343-9